# Championnat de Jamaïque d'échecs
Le championnat de Jamaïque d'échecs est la compétition d'échecs organisée par la fédération de Jamaïque. La première édition a eu lieu en 1969. Le championnat est généralement un tournoi toutes rondes de douze joueurs. Le championnat est également utilisé comme épreuve de qualification pour les Olympiades d'échecs .

## Vainqueurs du championnat mixte
Les vainqueurs du championnat sont :
| N. | Année | Vainqueur                      |
| -- | ----- | ------------------------------ |
| 1  | 1969  | Alfred Thompson                |
| 2  | 1970  | Steve Curry                    |
| 3  | 1971  | Steve Curry                    |
| 4  | 1972  | Harold Chan                    |
| 5  | 1973  | Harold Chan                    |
| 6  | 1974  | Harold Chan                    |
| 7  | 1975  | Thomas Figueroa Robert Wheeler |
| 8  | 1976  | Sheldon Wong                   |
| 9  | 1977  | Sheldon Wong                   |
| 10 | 1978  | Harold Chan                    |
| 11 | 1979  | Harold Chan Robert Wheeler     |
| 12 | 1980  | Robert Wheeler                 |
| 13 | 1981  | Robert Wheeler                 |
| 14 | 1982  | Orrin Tonsingh                 |
| 15 | 1983  | Robert Wheeler                 |
| 16 | 1984  | Shane Matthews                 |
| 17 | 1985  | Neil Fairclough                |
| 18 | 1986  | Shane Matthews                 |
| 19 | 1987  | Shane Matthews                 |
| 20 | 1988  | Robert Wheeler                 |
| 21 | 1989  | Shane Matthews                 |
| 22 | 1990  | Orrin Tonsingh                 |
| 23 | 1991  | Grantel Gibbs Neil Fairclough  |
| 24 | 1992  | Ryan Palmer Jomo Pitterson     |
| 25 | 1993  | Jomo Pitterson                 |
| 26 | 1994  | Grantel Gibbs                  |
| 27 | 1995  | Russell Porter Duane Rowe      |
| 28 | 1996  | Duane Rowe                     |
| 29 | 1997  | Shane Matthews                 |
| 30 | 1998  | Duane Rowe                     |
| 31 | 1999  | Jomo Pitterson                 |
| 32 | 2000  | Warren Elliott                 |
| 33 | 2001  | Warren Elliott                 |
| 34 | 2002  | Shane Matthews                 |
| 35 | 2003  | Shane Matthews                 |
| 36 | 2004  | Warren Elliott                 |
| 37 | 2005  | Warren Elliott                 |
| 38 | 2006  | Duane Rowe                     |
| 39 | 2007  | Warren Elliott                 |
| 40 | 2008  | Equitable Brown                |
| 40 | 2009  | Equitable Brown                |
| 41 | 2010  | Warren Elliott                 |
| 43 | 2011  | Damion Davy                    |
| 44 | 2012  | Andrew Mellace Damion Davy     |
| 45 | 2013  | Damion Davy                    |
| 46 | 2014  | Andrew Mellace                 |
| 47 | 2015  | Warren Elliott                 |
| 48 | 2016  | Warren Elliott                 |
| 49 | 2017  | Shreyas Smith                  |
| 50 | 2018  | Damion Davy                    |
| 51 | 2019  | Shreyas Smith                  |
| 52 | 2020  | Shreyas Smith                  |
|    | 2021  | COVID                          |
| 53 | 2022  | Shreyas Smith[2]               |
| 54 | 2023  | Jaden Shaw                     |
| 55 | 2024  | Shreyas Smith                  |

## Palmarès du championnat féminin
| #  | Année | Championne          |
| -- | ----- | ------------------- |
| 1  | 1973  | Hope Anderson       |
| 2  | 1976  | Hope Anderson       |
| 3  | 1977  | Heather Carrington  |
| 4  | 1982  | Hope Anderson       |
| 5  | 1983  | Hope Anderson       |
| 6  | 1984  | Hope Anderson       |
| 7  | 1985  | Hope Anderson       |
| 8  | 1986  | Claire Clarke       |
| 9  | 1987  | Hope Anderson       |
| 10 | 1988  | Melanie Powell      |
| 11 | 1989  | Melanie Powell      |
| 12 | 1990  | Claire Clarke       |
| 13 | 1991  | Maria Palmer        |
| 14 | 1992  | Christine Bennett   |
| 15 | 1993  | Christine Bennett   |
| 16 | 1994  | Christine Bennett   |
| 17 | 1996  | Fay O'Connor-Noble  |
| 18 | 1997  | Taneisha Fielding   |
| 19 | 1999  | Natalee Gooden      |
| 20 | 2001  | Keisha Ramator      |
| 21 | 2002  | Deborah Richards    |
| 22 | 2003  | Deborah Richards    |
| 23 | 2004  | Deborah Richards    |
| 24 | 2005  | Deborah Richards    |
| 25 | 2006  | Deborah Richards    |
| 26 | 2007  | Deborah Richards    |
| 27 | 2008  | Deborah Richards    |
| 28 | 2009  | Deborah Richards    |
| 29 | 2010  | Deborah Richards    |
| 30 | 2011  | Deborah Richards    |
| 31 | 2012  | Krishna Gray        |
| 32 | 2013  | Annesha Smith       |
| 33 | 2014  | Rachel Miller       |
| 34 | 2015  | Ariel Barnett       |
| 35 | 2016  | Annesha Smith       |
| 36 | 2017  | Annesha Smith       |
| 37 | 2018  | Krishna Grey        |
| 38 | 2019  | Annesha Smith       |
| 39 | 2022  | Gabriella Watson[2] |
| 40 | 2023  |                     |
| 41 | 2024  | Gabriella Watson    |